# Hamadia (Tiaret)
Hamadia (în arabă الحمادية) este o comună din provincia Tiaret, Algeria.
Populația comunei este de 16.463 de locuitori (2008).